# Rits (geologie)

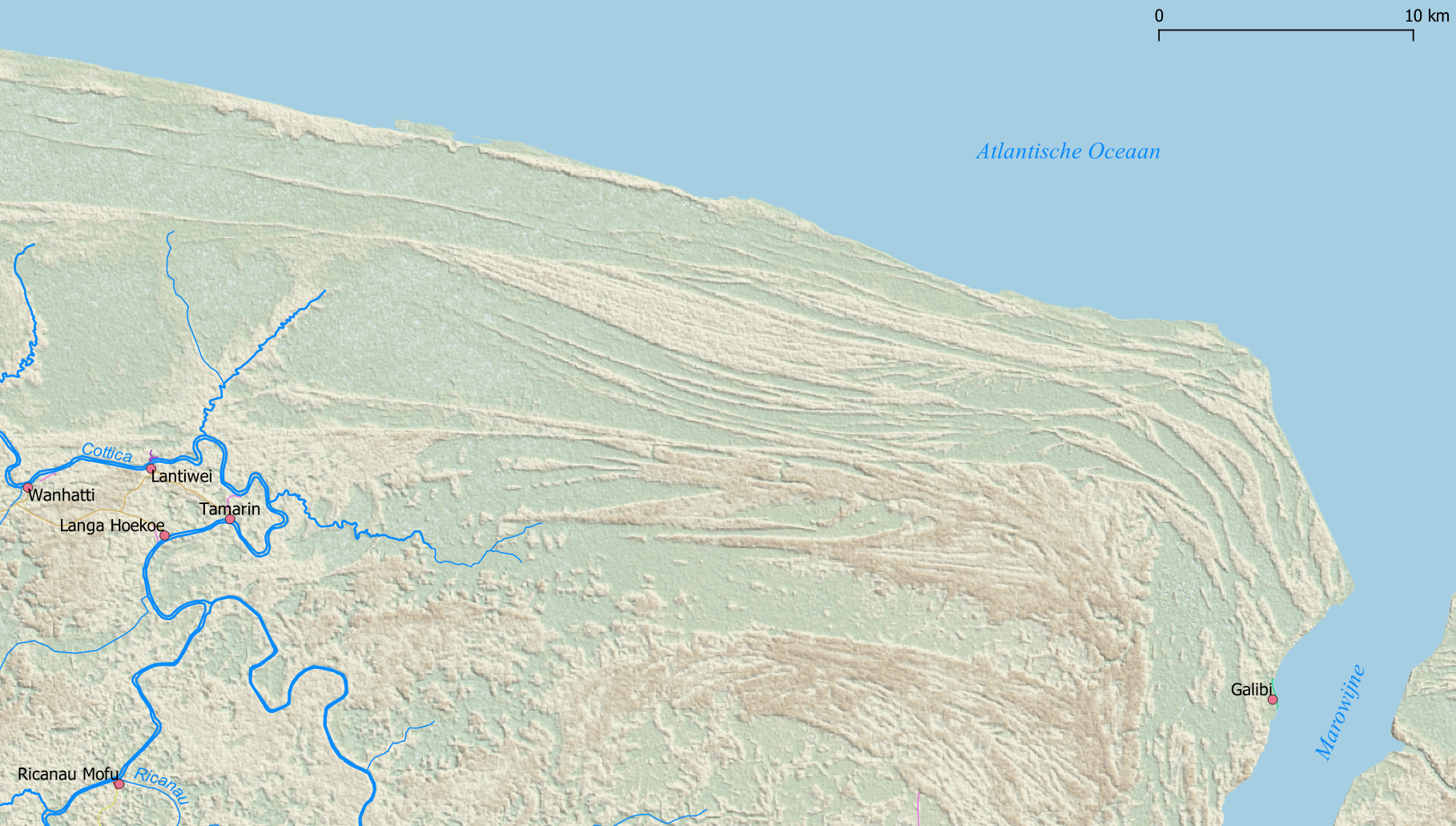
Ritsen (hoog, geel en bruin) en zwampen (laag, groen) in Noordoost-Suriname

Zand- en schelpritsen, ook bekend onder de internationale term chenier,) zijn de strandwallen in het kustgebied van Suriname. Het zijn verhogingen in het omringende land, ontstaan door de opstuwing van zand en schelpen door de branding van de zee. De ondiepte tussen de ritsen werd gevuld met zand en klei dat  meegevoerd werd door de grote rivieren en dat door de Noordoostelijke passaatwind en de Atlantische Noordequatoriale stroom verder langs de kust werd verspreid. Ze maken deel uit van een groot sedimentsysteem tussen de mondingen van de Amazone en de Orinoco.

## Ligging

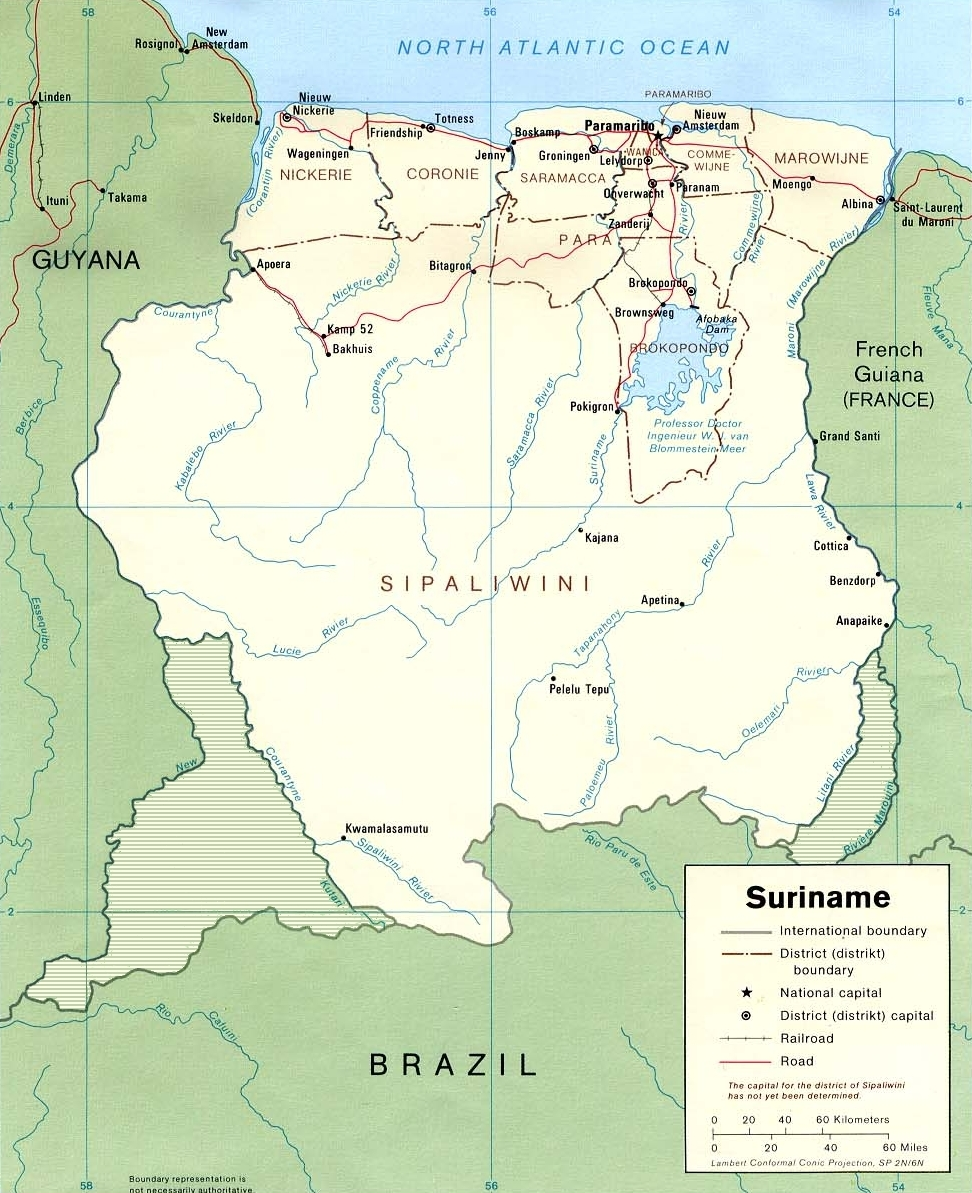
Kaart van Suriname

De ritsen liggen op de kustvlakte en lopen min of meer evenwijdig aan de kust, dus in oost-westelijke richting, en worden afgewisseld met lager gelegen kleigronden (zwampen). De ritsen zijn van invloed op de loop van enkele rivieren die vanuit het binnenland naar het noorden stromen. De benedenloop van de Nickerie, de Saramacca, de Cottica en de Commewijne buigen in de kuststreek af en lopen door de sterke westelijke stroming in de oceaan kilometers lang evenwijdig met de kust.
De ritsen liggen achter elkaar maar ook naast elkaar. Tussen Paramaribo en de kust liggen twaalf ritsen met een hoogte van enkele decimeters tot 1,5 meter ten opzichte van het omringende land. De dikte van het pakket, dus inclusief het deel dat onder de oppervlakte ligt varieert van 1 tot maximaal 7 meter. De lengte van de verschillende ritsen varieert van 50 tot 500 meter en de breedte van 100 tot 1000 meter.

## Geologische ouderdom
De ritsen in Suriname werden in twee fasen afgezet: De eerste fase was tijdens het Pleistoceen (Eemien) toen tijdens de hoge zeespiegelstand de Coropina Formatie in de Oude Kustvlakte werd gevormd, deze ritsen maken deel uit van het Lelydorp Laagpakket. De tweede afzettingsfase vond plaats na de laatste ijstijd tijdens het Holoceen en duurt nog steeds voort.

## Enkele sociale en economische aspecten

### Bewoning
De ritsen blijven droog, ook in de regentijd als het omringende land onder water komt te staan. Bij opgravingen zijn resten van oude Indiaanse begraafplaatsen gevonden met menselijke botten, stenen bijlen en aardewerk wat erop duidt dat de ritsen al lang geleden bewoond werden. Het Natuurreservaat Hertenrits is ontstaan door opgravingen daarnaar.
Rond 1600 vestigden de eerste Europese kolonisten zich in Suriname. Zij kozen de hoger gelegen gedeelten uit om hun vestigingen te stichten. Paramaribo, Coronie en Groningen zijn op ritsen gebouwd. Het stratenpatroon van de oude binnenstad van Paramaribo weerspiegeld de ligging van de ritsen. De huizen zijn op een rits gebouwd en de achter de huizenrijen liggende lagere grond wordt als erf gebuikt.
Fort Boekoe, de versterkte nederzetting van de Marrons, was ook gebouwd op een rits. De zwampen die de rits omringden vormden een natuurlijk barrière tegen de aanvallen van de koloniale troepen.

### Controverse over afgraving Braamspunt

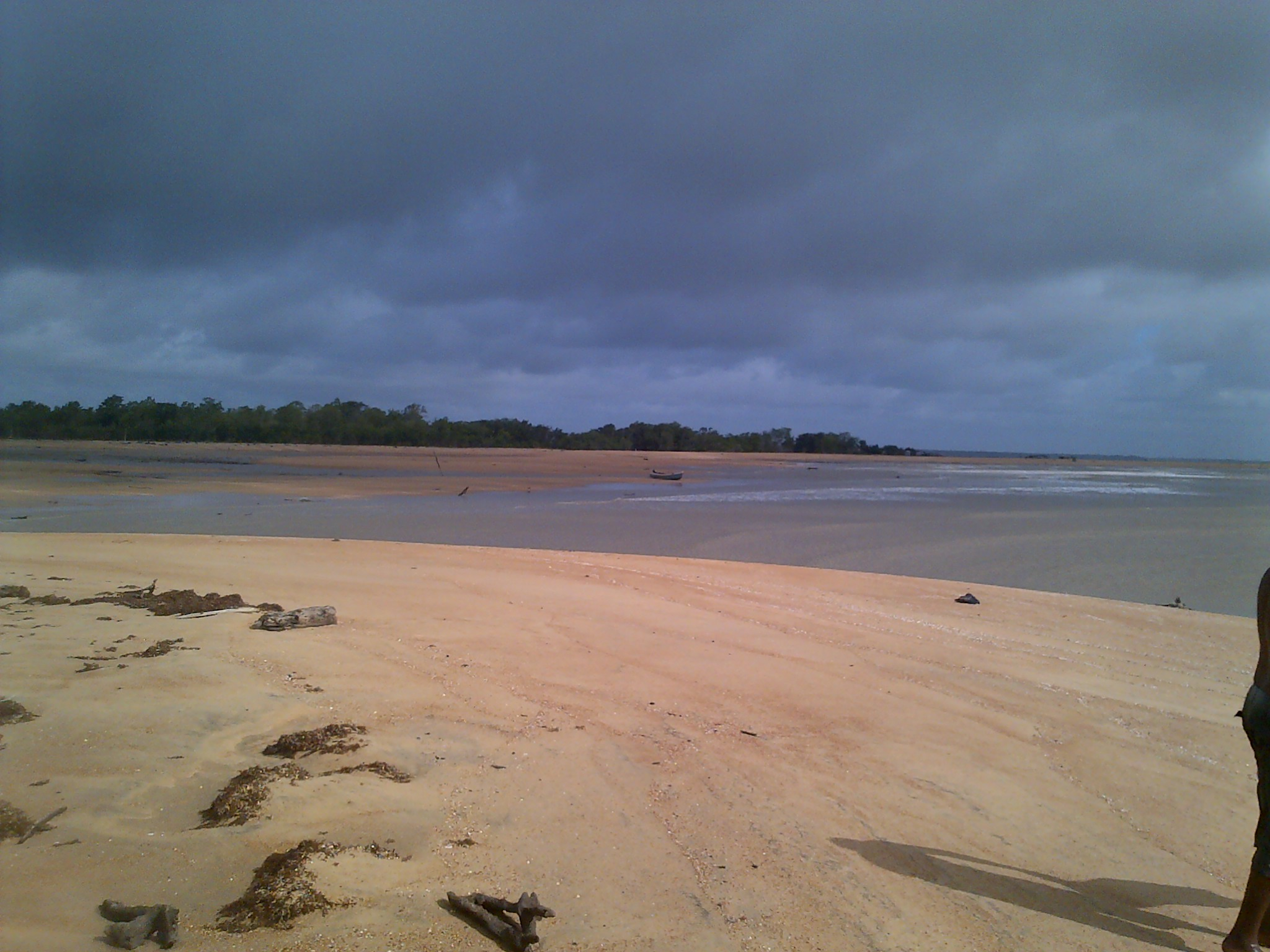
Braamspunt